# TOC
Totalt organiskt kol (TOC, engelska: total organic carbon) är ett mått på det totala organiska kolinnehållet i något medium.